# Palmira
Palmira là một khu tự quản thuộc tỉnh Valle del Cauca, Colombia. Thủ phủ của khu tự quản Palmira đóng tại Palmira Khu tự quản Palmira có diện tích 260 ki lô mét vuông. Đến thời điểm ngày 28 tháng 5 năm 2005, khu tự quản Palmira có dân số 234166 người.